# Call of Duty
Call of Duty – strzelanka pierwszoosobowa osadzona w realiach II wojny światowej, wyprodukowana przez studio Infinity Ward i wydana przez Activision na komputery osobiste. Jej premiera na świecie odbyła się 29 października 2003 roku, a w Polsce – 5 grudnia tego samego roku. Jest to pierwsza część serii gier komputerowych Call of Duty.
Akcja Call of Duty toczy się w latach 1942–1945 na różnych frontach II wojny światowej. Gracz przejmuje w niej kontrolę kolejno nad żołnierzami: amerykańskim, brytyjskim i radzieckim, którzy walczą przeciwko żołnierzom niemieckim. Kierowani przez gracza bohaterowie biorą udział w działaniach na linii frontu, a także rajdach na tyłach wroga. Nacisk w grze położony jest na współpracę ze sterowanymi przez komputer sojuszniczymi żołnierzami, a także na unikanie nieprzyjacielskiego ostrzału poprzez poszukiwanie osłon. Graczowi stawiane są zróżnicowane zadania, począwszy od niszczenia wrogich obiektów, przez uwalnianie jeńców, a kończąc na zdobyciu i utrzymaniu wskazanych lokacji. Oprócz rozbudowanej kampanii dla jednego gracza udostępniony został też tryb gry wieloosobowej, w którym podzieleni na dwie drużyny gracze uczestniczyli w kilku różnych wariantów rozgrywki.
Gra Call of Duty została wyprodukowana przez twórców Medal of Honor: Allied Assault, również osadzonej w realiach II wojny światowej, przez co wykazuje duże podobieństwa do poprzedniej produkcji. Po wydaniu uzyskała ona w przeważającej części przychylne oceny recenzentów, którzy chwalili oprawę audiowizualną, intensywność rozgrywki oraz monumentalny charakter bitew, natomiast krytykowali zbytnie uproszczenie rozgrywki. Call of Duty ustanowiła nowy kanon komputerowego widowiska wojennego. Zarazem za pomocą nowatorskich zabiegów technicznych, między innymi symulowanego ogłuszenia, ukazała w niespotykany wcześniej sposób grozę wojny.
Call of Duty zdobyła przyznawaną po raz pierwszy nagrodę Brytyjskiej Akademii Sztuk Filmowych i Telewizyjnych dla gry roku oraz trzy nagrody Akademii Sztuk i Nauk Interaktywnych. W 2004 roku wydany został dodatek do niej, zatytułowany Call of Duty: United Offensive, który rozbudował wątki fabularne dotyczące konfliktu oraz wprowadził znacznie ulepszony tryb gry wieloosobowej. Specjalna wersja gry, wydana pod nazwą Call of Duty: Classic, ukazała się na platformach Xbox 360 i PlayStation 3 w dystrybucji elektronicznej 2 grudnia 2009 roku. Sukces Call of Duty spowodował powstanie licznych kontynuacji, między innymi Call of Duty 2 przeznaczonej na platformy siódmej generacji oraz Call of Duty 4: Modern Warfare osadzonej w czasach współczesnych.

## Fabuła

### Bohaterowie
W trakcie kampanii jednoosobowej gracz obejmuje kontrolę nad trzema postaciami z perspektywy pierwszej osoby. Pierwszą z nich jest amerykański szeregowy Joey Martin ze 101 Dywizji Powietrznodesantowej, który bierze udział w lądowaniu w Normandii oraz operacji odbicia brytyjskich oficerów z obozu jenieckiego. Kolejnym bohaterem gry jest brytyjski sierżant Jack Evans, wykonujący operacje na tyłach wroga w ramach 6 Dywizji Powietrznodesantowej oraz oddziałów brytyjskich komandosów. Ostatnia grywalna postać to radziecki szeregowy Aleksiej Woronin z 13 Gwardyjskiej Dywizji Strzeleckiej biorący udział w bitwie o Stalingrad, operacji wiślańsko-odrzańskiej i bitwie o Berlin.
W fabule dużą rolę odgrywają bohaterowie niezależni. Kapitan Foley (głosu użycza mu Steve Blum) i sierżant Moody (głos – Gregg Berger) są dowódcami oddziału Martina w kampanii amerykańskiej. W szeregach drużyny Martina służy jego przyjaciel, szeregowy Elder (głos – Giovanni Ribisi). Kapitan Price (głos – Michael Gough) w kampanii brytyjskiej jest przełożonym Evansa, dowodzącym brawurowymi atakami na pozycje i instalacje niemieckie. Jego protegowanym jest sierżant Waters (głos – Jason Statham). W kampanii radzieckiej ważną rolę odgrywają: strzelec wyborowy Borodin, dzięki któremu Woroninowi udaje się przeżyć szturm z rzeki Wołgi; major Zubow, który dowodzi oddziałem piechoty Woronina oraz sierżant Jakow Pawłow (głos – Michael Bell), jedyna historyczna postać w grze. Przewodzi on obronie domu Pawłowa.

### Streszczenie

#### Kampania amerykańska
Gra rozpoczyna się 9 sierpnia 1942 roku, kiedy szeregowy Joey Martin odbywa szkolenie w Camp Toccoa w amerykańskim stanie Georgia.
W nocy z 5 na 6 czerwca 1944 roku Martin ląduje jako pathfinder 101 Dywizji Powietrznodesantowej na krańcu miejscowości Sainte-Mère-Église we Francji w ramach operacji Boston. Jego celem jest skontaktowanie się z sierżantem Heathem. Okazuje się jednak, że ten został zabity. Martin zabiera torbę sierżanta zawierającą przekaźnik radiowy. Po zabiciu załogi niemieckiego bunkra montuje przekaźnik, co naprowadza pozostałych spadochroniarzy na ich strefę zrzutu. Amerykańscy spadochroniarze atakują Sainte-Mère-Église. Wkraczając do ruin wioski, oddział amerykański pod dowództwem kapitana Foleya, w walkach z Niemcami niszczy trzy pojazdy przeciwlotnicze Wirbelwind i zajmuje miejscowość.
Nazajutrz rozpoczyna się ostrzał Sainte-Mère-Église z niemieckich moździerzy, wspierający kontratak sił Wehrmachtu. Żołnierze amerykańscy odpierają nieprzyjaciela przy użyciu Panzerfaustów i karabinów maszynowych MG 42 zamontowanych w ruinach kościoła. Następnie przeszukują północną stronę wioski w poszukiwaniu wrogich moździerzy, ale poszukiwania zostają przerwane kolejnym kontratakiem. Martin niszczy dwa czołgi niemieckie, po czym Amerykanie przez wyłom w murze docierają do silnie strzeżonych stanowisk moździerzy. Po likwidacji ich załóg Martin wsiada wraz z sierżantem Moodym i szeregowym Elderem do zdobycznego francuskiego samochodu w celu poinformowania sztabu polowego o zdobyciu wioski. Moody prowadzi samochód przez drogę N13 strzeżoną przez niemieckich żołnierzy, podczas gdy Martin i Elder prowadzą ostrzał zza pojazdu. Żołnierze amerykańscy wpadają w pułapkę Niemców – samochód zostaje zniszczony. Elder kradnie jednak wrogi Kübelwagen, dzięki czemu Amerykanie docierają do sztabu.
Pod koniec tego samego dnia Martin bierze udział w akcji zniszczenia dział 88 mm niedaleko dworu Brécourt Manor. Amerykanie dostają się do niemieckich okopów. Moody detonuje dwa pierwsze działa, zaś Martin kradnie niemieckie dokumenty. Podczas akcji zostaje rannych kilku żołnierzy amerykańskich, jednak kryjący się w okopach sanitariusz odmawia udzielenia im pomocy z obawy o własne życie. Sierżant Moody przenosi rannych, sam jednak zostaje trafiony i oddaje ładunki wybuchowe Martinowi, który detonuje dwa następne działa. Następnie Amerykanie atakują Brécourt, oczyszczając miejscowość z Niemców.
Amerykańscy spadochroniarze lądują 7 sierpnia 1944 roku u podnóży Alp Bawarskich w Niemczech z misją uratowania przetrzymywanych w niewoli dwóch brytyjskich oficerów: kapitana Price’a i majora Ingrama. Eliminując straż, Amerykanie docierają do pobliskiej wilii obsadzonej przez Niemców i przeszukując ją, natrafiają na piwnicę. Kapitan Foley detonuje bramę do niej prowadzącą, po czym Amerykanie uwalniają Price’a. Dowiadują się, że major Ingram został przeniesiony do obozu jenieckiego w Strasshofie i ewakuują się z willi. Amerykańscy spadochroniarze dojeżdżają do obozu, którego straż eliminuje Martin. Atakują silnie strzeżony obóz i odnajdują Ingrama, po czym uciekają z dulagu przed przybyciem niemieckich posiłków.

#### Kampania brytyjska
Kampanię rozpoczyna lądowanie pododdziału brytyjskiej piechoty szybowcowej nocą z 5 na 6 czerwca 1944 roku niedaleko mostu Pegaza na rzece Orne. Atak sierżanta Jacka Evansa na bunkier zaczyna szybką akcję zajęcia mostu. Jednak natarcie powstrzymuje niemiecki czołg. Kapitan Price nakazuje sierżantowi oraz szeregowemu inżynierowi Millsowi naprawę i zajęcie działa 88 mm. Za jego pomocą Evans niszczy czołg PzKpfw IV. Nazajutrz Niemcy rozpoczynają kontratak na pozycje brytyjskie. Uderzenie piechoty od zachodniej strony mostu zostaje powstrzymane przez obsługującego MG 42 Evansa. Obsadza on później działo 88 mm, niszcząc nadjeżdżające czołgi niemieckie. Nadejście brytyjskich posiłków z plaży Sword ostatecznie niweczy kontrataki Niemców.
2 września Evans, będący już w szeregach Special Air Service, bierze udział w akcji sabotażu tamy Eder w Niemczech. Eliminując straż obiektu, podkłada ładunki wybuchowe na działkach przeciwlotniczych i generatorach. Po wykonaniu zadania zostaje ewakuowany w ciężarówce kierowanej przez kapitana Price’a. Brytyjczycy odjeżdżają w stronę pobliskiego lotniska, a goniący ich pościg powstrzymuje sierżant Waters, który wysadza most nad rzeką. Następnie dokonują rajdu na lotnisko, gdzie Evans, korzystając z działka przeciwlotniczego, niszczy przelatujące bombowce Stuka. Brytyjscy komandosi kradną samolot transportowy i odlatują z Niemiec.
Ostatnią misję Brytyjczycy wykonują 27 października, w przebraniu niemieckich marynarzy dokonując infiltracji pancernika „Tirpitz”. Price i Evans przedostają się do okrętowej zbrojowni, gdzie zostają wykryci przez strażników; wtedy zabijają ich. Evans podkłada ładunki wybuchowe na okrętowych zbiornikach oraz niszczy niemiecką radiostację, po czym ucieka z okrętu, pozostawiając tam ciało Price’a, który poległ na „Tirpitzu”.

#### Kampania radziecka
Kampania radziecka rozpoczyna się 18 października 1942 roku podczas bitwy stalingradzkiej, kiedy żołnierze Armii Czerwonej płyną w barkach desantowych przez rzekę Wołgę. Na brzeg udaje się przedostać szeregowemu Aleksiejowi Woroninowi, który podczas przydziału broni dostaje jedynie amunicję. Staje się potem świadkiem rzezi sowieckich żołnierzy, dokonanej przez niemieckie załogi MG 42 i bombowce Stuka. Podczas ataku na umocnione pozycje dociera do strzelca wyborowego, szeregowego Borodina. Na polecenie snajpera Woronin biegnie między osłonami, by Borodin mógł zdjąć załogi karabinów maszynowych. Docierają do ruin budynku, obserwując radziecki ostrzał artyleryjski, po czym atakują niemieckie pozycje.
Tego samego dnia żołnierze radzieccy atakują silnie strzeżony przez Niemców plac Czerwony. Podczas szturmu Woronin spotyka sierżanta Makarowa, który nakazuje mu zajęcie lepszej pozycji na flance oddziałów niemieckich. Obaj dostają się przez wyłom w ścianie do budynku, z którego Woronin eliminuje niemieckich oficerów przywołujących posiłki. Ostrzał artyleryjski niszczy siły wroga broniące placu. Woronin dociera do stacji kolejowej, gdzie spotyka majora Zubowa. Sowieci oczyszczają okolice budynku z Niemców.
9 listopada młodszy sierżant Woronin przemierza stalingradzkie kanały, eliminując znajdujące się tam siły nieprzyjaciela. Dołączając do pozostałych sił kierowanych przez sierżanta Jakowa Pawłowa, zabija strzelców wyborowych znajdujących się w ruinach odległego budynku. Potem żołnierze sowieccy atakują umocnione pozycje Niemców w Domu Pawłowa. Przejąwszy budynek, Pawłow organizuje obronę przed kontratakiem niemieckim. Wrogie natarcie zostaje odparte.
17 stycznia 1945 roku Woronin wraz z innymi żołnierzami sowieckimi zajmuje niemiecką fabrykę czołgów w Warszawie. Przy znajdujących się niedaleko torach kolejowych Woronin dołącza do żołnierzy 4 Armii, toczących regularną bitwę z Niemcami. Ostatecznie okolica zostaje zajęta.
26 stycznia sierżant Woronin przejmuje dowództwo nad czołgiem T-34. Sowieckie czołgi nad rzeką Odrą niszczą niemieckie siły pancerne. Czołg Woronina wkracza do Kostrzyna, dokonując destrukcji wrogich samobieżnych działek przeciwlotniczych i dział 88 mm.

#### Kampania aliancka
15 stycznia 1945 roku amerykańscy żołnierze podejmują natarcie na wrogie bunkry niedaleko Bastogne. Szeregowy Martin kradnie niemieckie dokumenty. Odsiecz sił niemieckich z użyciem czołgów zostaje powstrzymana przy pomocy zdobycznego sprzętu przeciwpancernego.
2 lutego, w pobliżu Burgsteinfurt, sierżanci Evans i Waters wkraczają do silnie bronionej bazy rakiet V2. Wraz z innymi brytyjskimi żołnierzami oczyszczają pobliskie bunkry z sił nieprzyjaciela, po czym Evans detonuje rakiety.
30 kwietnia oddziały radzieckie rozpoczynają natarcie na Reichstag w Berlinie. Sierżant Woronin niszczy wrogie jednostki przeciwpancerne, broniące dostępu do placu. Po ostrzale Reichstagu przez czołgi żołnierze szturmują budynek, a po jego zdobyciu zawieszają flagę radziecką na dachu.

## Rozgrywka
W Call of Duty gracz kieruje jednym z trzech żołnierzy piechoty, biorących udział w akcjach na tyłach wroga oraz wielkich bitwach II wojny światowej. W każdej misji do wykonania jest kilka celów, zaznaczonych na kompasie; gracz musi wykonać wszystkie zadania, by ukończyć etap w grze. Możliwe jest zapisanie gry w dowolnym momencie; dostępny jest także system autozapisu.
Kierowany przez gracza bohater może nosić dwa rodzaje broni takiej jak karabiny i pistolety maszynowe, a także pistolet i granaty. Możliwa jest zmiana posiadanej broni oraz zbieranie amunicji do niej. Oprócz prowadzenia ostrzału z biodra dostępne jest namierzanie wrogich żołnierzy z przyrządów celowniczych; kierowana postać porusza się wtedy wolniej, ale celniej strzela. Na celność strzałów wpływa także pozycja żołnierza oraz szybkość ruchu. Ponadto gdy komputerowy wróg zbliży się na małą odległość do postaci gracza, możliwe jest uderzenie go kolbą broni. W niektórych misjach gracz może przejąć stacjonarne karabiny maszynowe. W przypadku braku ochrony przed ogniem nieprzyjacielskim często może dojść do śmierci kierowanego żołnierza, więc w grze preferowane jest poszukiwanie osłon i ostrzał zza nich. Leczenie rannego bohatera następuje poprzez zbieranie apteczek.
Call of Duty cechuje linearna struktura misji – wydarzenia ważne dla fabuły powtarzają się niezależnie od okoliczności, aczkolwiek gracz ma w niektórych etapach możliwość wykonania zadania na różne sposoby. Podczas misji gracz współpracuje z innymi żołnierzami sterowanymi przez komputer. Komputerowi piechurzy posiadają elementy sztucznej inteligencji – kryją się za osłonami, ostrzeliwują przeciwników ogniem zaporowym, a w niektórych etapach przenoszą rannych towarzyszy w bezpieczniejsze miejsce. Oprócz działań wykonywanych w ramach oddziału piechoty, w Call of Duty istnieją poziomy, w których gracz ostrzeliwuje niemiecki pościg z pojazdu podczas rajdu oraz etapy, w których należy przejąć kontrolę nad czołgiem.
W Call of Duty symulowane są efekty bezpośredniego ogłuszenia wybuchem: gdy bohater gracza znajdzie się zbyt blisko wielkiej eksplozji, następuje jego upadek, rozmycie obrazu i symulowane ogłuszenie.
Gra nie ma wysokiego poziomu realizmu: obrażenia odnoszone przez żołnierza kierowanego przez gracza nie mają wpływu na jego zdolność bojową, ponadto niemożliwe jest samodzielne otwieranie drzwi i bieganie. Choć wydarzenia są wzorowane na autentycznych (na przykład bitwa o Sainte-Mère-Église), a rodzaje broni – wiernie odwzorowane, to na potrzeby gry misje zostały uproszczone. Przykładem może być obrona Domu Pawłowa, która w grze trwa jeden dzień, choć w rzeczywistości walki o budynek trwały 58 dni.
Tryb gry jednoosobowej zawiera ciąg kampanii: amerykańskiej, brytyjskiej i radzieckiej, po których następuje złożona z trzech misji kampania aliancka. Oprócz niego dostępny jest tryb gry wieloosobowej, wzorowany na grach Counter-Strike i Return to Castle Wolfenstein. Oprócz trybów Deathmatch i Team Deathmatch, w których celem jest eliminacja odpowiedniej liczby graczy, dostępne są trzy dodatkowe: Behind Enemy Lines, w którym niewielka drużyna aliantów wykonuje działania na tyłach wroga, Search and Destroy, w którym należy zniszczyć obiekt należący do strony przeciwnej oraz Retrieval, w którym strony konfliktu mają za zadanie wykraść dokumenty jednej z nich.
W Call of Duty udostępnione zostało ponad dwadzieścia rodzajów broni takiej jak amerykański karabin M1 Garand, pistolet maszynowy Thompson, granat MK 2, brytyjski pistolet maszynowy Sten, radziecki karabin Mosin, niemiecki pistolet maszynowy MP 40 i granatnik przeciwpancerny Panzerfaust.

## Tworzenie
8 kwietnia 2003 roku przedsiębiorstwo Activision ogłosiło rozpoczęcie prac nad grą Call of Duty. Za tworzenie gry odpowiedzialne było studio Infinity Ward, składające się z 22 byłych pracowników studia 2015, Inc., które wyprodukowało grę Medal of Honor: Allied Assault. Do prac nad grą zaangażowano między innymi aktorów Jasona Stathama i Giovanniego Ribisi oraz scenarzystę Michaela Schiffera, autora scenariuszy do filmów Karmazynowy przypływ i Peacemaker. Schiffer twierdził w wywiadzie dla portalu IGN, że starał się wzbogacić dialogi w grze o czarny humor i uwzględnić odmienną specyfikę armii, by uczynić grę bardziej realistyczną. Ścieżkę dźwiękową do gry skomponował Michael Giacchino.
Na targach Electronic Entertainment Expo w 2003 roku pokazano zwiastun z gry, przedstawiający głównie przeprawę wojsk radzieckich przez Wołgę oraz walki spadochroniarzy amerykańskich o Sainte-Mère-Église. Zaprezentowany został etap przedstawiający atak żołnierzy radzieckich na lewobrzeżny Stalingrad, który posłużył jako pokaz możliwości sztucznej inteligencji w grze.
29 sierpnia 2003 roku opublikowana została wersja demonstracyjna Call of Duty, zawierająca jedną misję z kampanii amerykańskiej. 29 października tego samego roku ukazała się w Stanach Zjednoczonych pełna wersja gry. Polska wersja językowa gry została wydana 5 grudnia przez Licomp Empik Multimedia. Gra znalazła się w powtórnym obiegu w reedycji Game of The Year Edition, która ukazała się 6 kwietnia 2004 roku i zawiera poprawki do trybu gry wieloosobowej, a także wsparcie dla standardu Environmental Audio Extensions. Wersja na konsolę N-Gage została wydana 23 listopada 2004 roku.

### Silnik gry
Call of Duty korzysta ze zmodyfikowanego silnika gry Quake III: Arena (id Tech 3). Obsługuje on moduł T&L i potrafi wyświetlać scenerie złożone z najwyżej 200 tysięcy wielokątów. Silnik ponadto obsługuje cieniowanie pikseli i cieniowanie wierzchołkowe, pozwalając na wyświetlanie szczegółowych scen batalistycznych z udziałem dużej liczby komputerowych żołnierzy. Dzięki kompilatorowi oświetlenia cienie w grze są wygładzone.
W silniku gry Call of Duty zawarty jest system animacji szkieletowej Ares, który pozwala na płynną animację żołnierzy. Ponadto umożliwia on symulowanie obrażeń komputerowych przeciwników – strzał w ich różne części ciała daje różne efekty. Natomiast system Conduit odpowiada za elementy sztucznej inteligencji, takie jak wyszukiwanie ścieżek przez komputerowe postacie, chowanie się za osłonami oraz inne formy interakcji z otoczeniem.

## Dodatki i edycje

### Call of Duty: United Offensive
14 września 2004 roku został wydany dodatek do Call of Duty, zatytułowany Call of Duty: United Offensive. Został on wyprodukowany przez Gray Matter Interactive. Zawierał on trzy nowe kampanie: brytyjską (operacja Husky), radziecką (bitwa na łuku kurskim) i amerykańską (ofensywa w Ardenach). Gra podstawowa i dodatek zostały dołączone do reedycji Call of Duty Deluxe Edition, którą wydano 6 kwietnia 2005 roku.

### Call of Duty Classic
Call of Duty Classic jest specjalną edycją gry Call of Duty na platformy Xbox 360 i PlayStation 3. Pierwotnie została udostępniona do pobrania posiadaczom edycji Prestige lub Hardened gry Call of Duty: Modern Warfare 2. Jako samodzielny produkt miała premierę 2 grudnia 2009 roku; jest dostępna do płatnego pobrania przez Xbox Live Arcade lub PlayStation Network.

## Odbiór gry

### Wersja na komputery osobiste
Komputerowa wersja gry została pozytywnie przyjęta przez recenzentów, osiągając według agregatora GameRankings średnią wynoszącą około 92% maksymalnych ocen. Chwalono wysokiej jakości oprawę audiowizualną i optymalizację silnika gry, która pozwalała na uruchomienie gry na słabszych komputerach, a także sztuczną inteligencję i monumentalny charakter bitew. Greg Kasavin z portalu GameSpot twierdził, że choć kierowany przez gracza bohater nie może na przykład otworzyć drzwi, to gra dzięki swojej prostocie nie frustruje. Chwalił także kampanię radziecką, której pierwsza misja jest wzorowana na filmie Wróg u bram. Dan Adams z portalu IGN pisał, że gra mimo krótkiego trwania kampanii jednoosobowej jest satysfakcjonująca. Chwalono też tryb gry wieloosobowej. Sal Accardo z portalu GameSpy twierdził, że pomimo znacznego uskryptowienia gry i jej liniowej struktury możliwe jest stosowanie własnych taktyk przejścia etapów. Recenzent z portalu GameZone za zaletę uznał zróżnicowanie misji.
Call of Duty natomiast znacząco skrytykował Kristan Reed z portalu Eurogamer. Wśród wad wymieniał to, że niektóre ważne dla fabuły postacie są nieśmiertelne, niską brutalność gry oraz brak innowacji wprowadzonych do gatunku. Dan Morris z pisma „PC Gamer US” skrytykował niską jakość kampanii brytyjskiej w porównaniu do amerykańskiej.
Wersja Call of Duty na komputery osobiste zdobyła trzy nagrody organizacji Akademii Sztuk i Nauk Interaktywnych w kategoriach Game of the Year (Gra Roku), Computer Game of the Year (Komputerowa gra roku) i Computer First Person Action Game of the Year (Komputerowa pierwszoosobowa gra akcji roku). Otrzymała również nagrodę Brytyjskiej Akademii Sztuk Filmowych i Telewizyjnych (BAFTA) w kategorii Gry Roku. Do 14 września 2004, według wydawcy, Call of Duty zdobyła około 50 rekomendacji recenzentów i 80 nagród dla Gry Roku.
Call of Duty odniosła również sukces komercyjny – do stycznia 2004 w Stanach Zjednoczonych znajdowała się na pierwszym miejscu na liście najczęściej sprzedawanych gier. Do 11 listopada 2009 gra została sprzedana w Polsce w liczbie około 85 tysięcy egzemplarzy.

### Inne wersje
Port Call of Duty na N-Gage został umiarkowanie przyjęty przez recenzentów. Steve Palley z portalu GameSpot wprawdzie pozytywnie ocenił wielki jak na konsolę przenośną obszar gry oraz liczne rodzaje broni, ale skrytykował słabą w stosunku do wersji komputerowej sztuczną inteligencję. Albert Art z portalu 1UP.com stwierdził, że sterowanie postacią na konsoli jest niewygodne. Thomas Flint z portalu GameSpy zaliczył do wad gry przeciętną oprawę graficzną oraz mało rozbudowany tryb gry wieloosobowej.
Call of Duty Classic na konsole Xbox 360 i PlayStation 3 również spotkała się z umiarkowanym przyjęciem. Tom Price z portalu TeamXbox chwalił grę za intensywność akcji, natomiast negatywnie ocenił przestarzałą oprawę graficzną. Hilary Goldstein z portalu IGN krytykował ścieżkę dźwiękową, która jego zdaniem była gorsza od występującej w wersji komputerowej. Dan Whitehead z portalu Eurogamer negatywnie ocenił źle rozmieszczone punkty kontrolne i wysoki poziom trudności konsolowej edycji.